# Congrès des organisations industrielles
Pour les articles homonymes, voir CIO.
 (avril 2020).
Si vous disposez d'ouvrages ou d'articles de référence ou si vous connaissez des sites web de qualité traitant du thème abordé ici, merci de compléter l'article en donnant les références utiles à sa vérifiabilité et en les liant à la section « Notes et références ».
Le Congress of Industrial Organizations (CIO, Congrès des organisations industrielles) est une confédération syndicale nord-américaine issue d'une scission de l'AFL en 1938. Elle se réunifie avec l'AFL pour former l'AFL-CIO en 1955.

## Histoire
Dans les années 1930, avec la crise économique de 1929 et les difficultés pour le mouvement syndical américain, et particulièrement pour la Fédération américaine du travail, des dirigeants syndicaux se posent la question d'une autre organisation du mouvement, favorisant le syndicat d'industrie, par rapport au syndicat de métier, traditionnel au sein de l'AFL. John L. Lewis, leader de l'United Mine Workers of America, Sidney Hillman, d'Amalgamated Clothing Workers of America, et David Dubinsky et  de l'International Ladies' Garment Workers' Union, prennent la tête de ce mouvement lors de la fondation du Committee for Industrial Organization (CIO) au congrès de 1935 de l'AFL. Agnes Nestor s'oppose à ce mouvement et maintient l'International Glove Workers' Union of America (en) (IGWU) au sein de l'AFL.  Soutenu financièrement par les syndicats du textile (ACWA et ILGWU), le mouvement remporte ses premières victoires en poussant la direction de General Motors à reconnaître le nouveau syndicat United Auto Workers lors de grèves à Flint (Michigan). De même U.S. Steel est obligé de reconnaître le nouveau Steel Workers Organizing Committee dirigé par Philip Murray. Mais ces succès tendent les relations avec la direction de l'AFL, qui n'admet pas ces nouveaux syndicats rompant avec les règles du syndicalisme de métier. La direction de l'AFL épure donc ses organisations des noyaux CIO existants. En 1937, le CIO compte quelque 3 718 000 membres.
Les divergences entre le nouveau CIO, rebaptisé Congress of Industrial Organizations, et la Fédération américaine du travail ne concernaient pas seulement l'organisation des travailleurs, mais aussi le rapport à l'État. Le CIO, s'éloignant de la stricte neutralité, apporte son soutien au Parti démocrate lors des élections. De plus, elle lance une campagne d'organisation des ouvriers noirs, que le patronat utilisait souvent comme briseurs de grève. Mais les succès initiaux du CIO connaissent un tassement vers la fin des années 1930. Des grandes entreprises, comme Ford, résistent à la syndicalisation, et, loin de dépérir, les syndicats affiliés à la Fédération américaine du travail continuent à croître. Par ailleurs, alors que la majorité des ouvriers américains soutiennent la cause des Alliés, John L. Lewis retire son soutien à Franklin Delano Roosevelt en qui il voit un fauteur de guerre, au point d'appeler à voter pour le candidat républicain en 1940. Sa base le pousse à démissionner.
Après la démission de John L. Lewis, c'est le leader de la fédération des ouvriers métallurgistes (Steel Workers Organizing Committee) Philip Murray, qui prend la tête du CIO en 1940. Il profite de la législation mise en place pendant la guerre pour améliorer le sort des travailleurs et augmente la force de son syndicat. Il renforce aussi son implantation au Canada en fusionnant sa branche canadienne avec le Congrès pancanadien du travail pour former le Congrès canadien du travail. De plus, et contrairement à la Fédération américaine du travail, il participe aussi aux contacts préparant la Fédération syndicale mondiale dès 1945. Mais le CIO reste toujours la deuxième fédération américaine, avec 4,5 millions d'adhérents en 1945, contre 10 millions pour l'AFL.
Les lendemains de la guerre sont une période difficile pour le mouvement syndical américain, et particulièrement pour le CIO. Dès 1947, la loi Taft-Hartley, outre la remise en cause des avancées obtenues pendant la guerre, interdit aux dirigeants syndicaux d'être membre du Parti communiste, ce qui est le cas d'un certain nombre de membres du CIO. La direction du CIO décide d'épurer ses organisations, mais cette campagne l'affaiblit aussi considérablement. Au même moment, le CIO quitte la Fédération syndicale mondiale et participe à la création de la Confédération internationale des syndicats libres, dominée par la Fédération américaine du travail. Quand Philip Murray démissionne en 1952, le CIO est donc considérablement affaibli.
Le nouveau chef de file du CIO, Walter Reuther, élu en 1952, vient de l'United Auto Workers, et bien que sincèrement à gauche, il se méfie beaucoup des communistes pour les avoir vus à l'œuvre au sein de la Fédération syndicale mondiale. De plus le départ des communistes des syndicats du CIO a considérablement recentré la confédération. Par ailleurs, la même année où Reuther prend la présidence du CIO, la Fédération américaine du travail change aussi de tête avec l'arrivée de George Meany à sa présidence. Les deux organisations entament alors des négociations qui aboutissent à la création de l'American Federation of Labour - Congress of Industrials Organisations en 1955.